# Caza menor

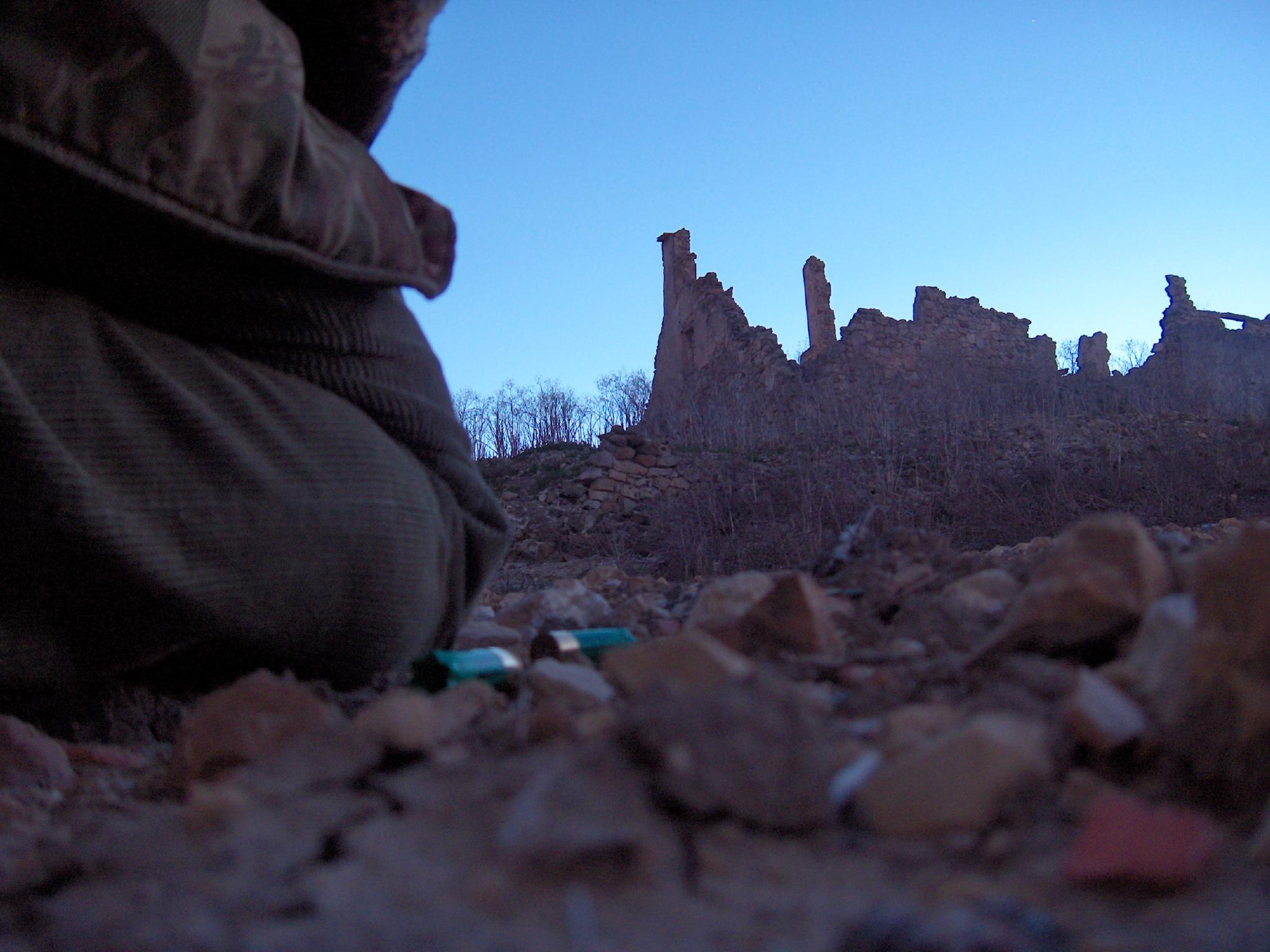
Rececho de conejos de madrugada, en un cortijo abandonado de la provincia de Jaén.

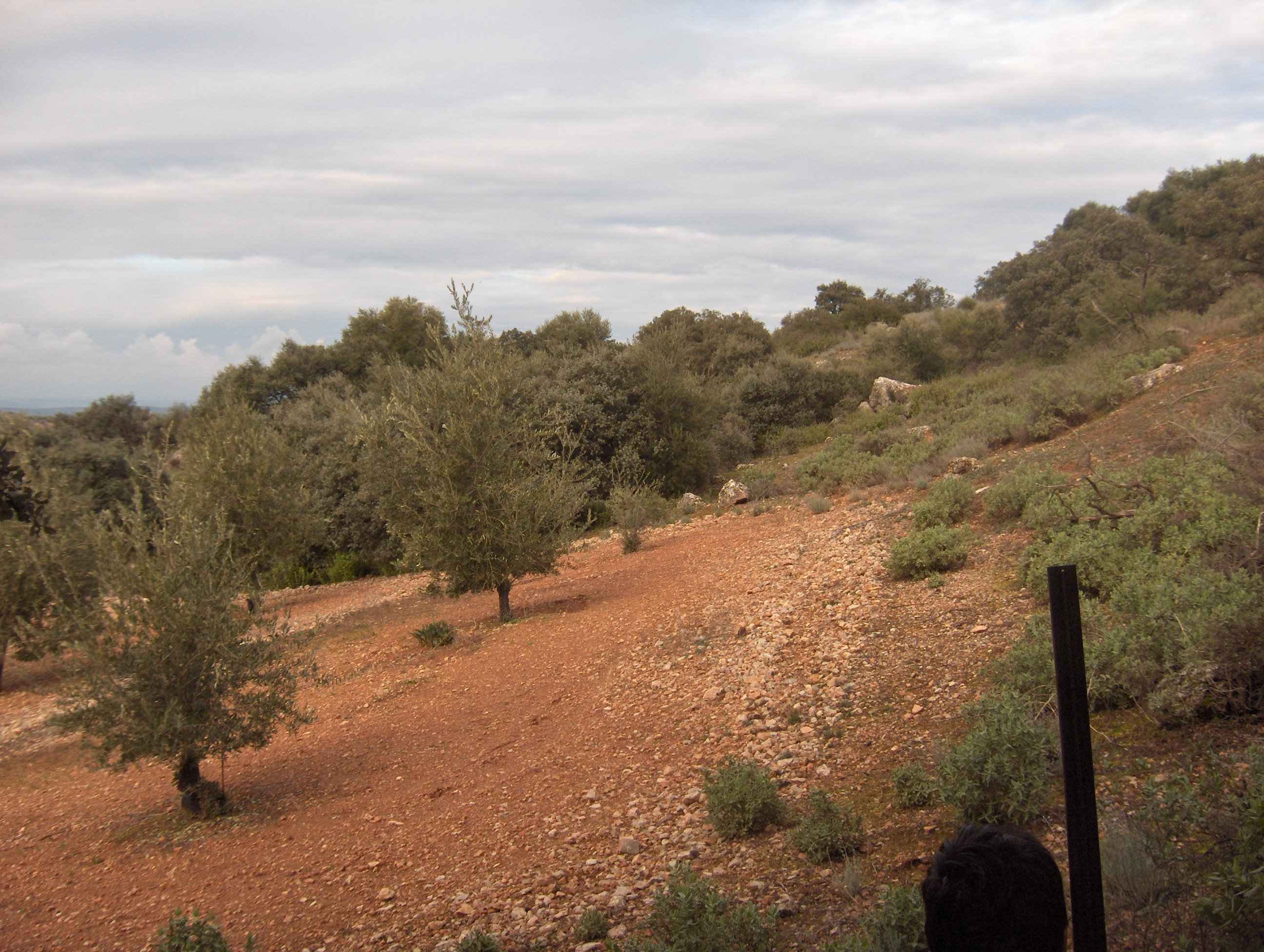
Caza del zorzal desde puesto fijo (al paso), en un coto de la provincia de Jaén.

La caza menor es aquella en que se persigue a cualquier animal salvaje menor que un zorro común.
La caza menor es, después de la pesca, el deporte más popular que se practica al aire libre. El número de licencias de caza expedidas en los últimos años ha experimentado un notable aumento. La caza menor además de ser un deporte, es un magnífico negocio, y no precisamente para los cazadores. En efecto, son fantásticas las cifras que los cazadores de todo el mundo invierten en escopetas, rifles, munición, equipo, perros y desplazamientos. Con toda seguridad, la pieza capturada le resulta más cara al cazador que si la hubiera adquirido en el mercado.
La caza menor suele efectuarse a pie y con la ayuda de perros, los cuales pueden ser de muestra, como el Pointer, Setter o el Braco alemán; de rastro, como los sabuesos; de persecución, como los lebreles; levantadores, como los spaniels o los podencos; o cobradores, como el Labrador retriever y el Golden retriever. A pesar de esto, la caza menor se conoce por el tamaño de las presas y no por la forma misma de la caza. La caza menor se lleva a cabo sobre animales pequeños, como el conejo, la liebre, la codorniz, tórtolas y palomas, la perdiz roja y becada, el zorzal, el faisán y ciertas aves acuáticas. etc.
En España las especies cinegéticas de caza menor están determinadas mediante el Real Decreto 1095/1989.

## Modalidades
Los principales tipos de caza menor son:
- Al paso
- Al salto, con perro
- A la espera, aguardo o rececho
- En mano
- En ojeo
- Con reclamo

La caza al paso se lleva a cabo principalmente sobre palomas, tórtolas, zorzales y aves acuáticas. En ella, los cazadores permanecen ocultos y camuflados en posiciones por las que las dichas especies sobrevolarán de forma natural hacia sus zonas de alimentación, bebida (ríos, arroyos, lagos, etc.), o dormideros al atardecer.
La modalidad llamada caza a la espera o al aguardo suele tener por escenario las orillas fangosas de los ríos, lagunas y lagos, donde las aves, especialmente los patos, se presentan en busca de alimento o durante sus migraciones. Allí, el cazador, agazapado u oculto entre las cañas y el follaje, espera la pieza. Otras veces imita el canto del ave (reclamo) para atraerla.
En la caza al ojeo, el cazador o cazadores, apostados estratégicamente, disparan sobre los animales que pasan frente a ellos al ser levantados y acosados por perros u ojeadores.
La caza con reclamo, también conocida como cuco en Jaén y otras zonas cercanas, se realiza habitualmente colocando, sobre una zona ligeramente más elevada que el piso del campo, un macho de perdiz enjaulado a modo de reclamo para que, durante la época de celo, atraiga tanto a machos como hembras de la misma especie. Con los primeros tratará el macho enjaulado de disputarse el dominio del terreno. Del conocimiento del cazador sobre la especie (hábitos, canto, comportamientos, etcétera) dependerá lo satisfactorio del desenlace. El cazador suele permanecer a unos quince o veinte metros más o menos de la jaula camuflado en un puesto de caza.
La caza en palomeras es un tipo menor de caza de aves.